# Eurolophosaurus
Genre
Eurolophosaurus est un genre de sauriens de la famille des Tropiduridae.

## Répartition
Les espèces de ce genre sont endémiques du Brésil.

## Liste des espèces
Selon The Reptile Database (23 avr. 2012) :
- Eurolophosaurus amathites (Rodrigues, 1984)
- Eurolophosaurus divaricatus (Rodrigues, 1986)
- Eurolophosaurus nanuzae (Rodrigues, 1981)

## Publication originale
- Frost, Rodrigues, Grant & Titus 2001 : Phylogenetics of the Lizard Genus Tropidurus (Squamata: Tropiduridae: Tropidurinae): Direct Optimization, Descriptive Efficiency, and Sensitivity Analysis of Congruence Between Molecular Data and Morphology. Molecular Phylogenetics and Evolution, vol. 21, n. 3, p. 352–371 (texte intégral).